# Andrzej Chyliński (kompozytor)
Andrzej Chyliński, Chiliński (ur. pod koniec XVI wieku, zm. po 1658) – polski kompozytor, franciszkanin (OFM).

## Życiorys
Około 1625 roku przebywał w Drohiczynie, dokumenty franciszkańskie z lat 1626–1628 wzmiankują go jako kapelmistrza. W 1630 roku został wikarym i członkiem kapeli w bazylice św. Antoniego w Padwie, od 1632 roku pełnił ponadto funkcję jej kapelmistrza. W 1635 roku wrócił do Polski, jego dalsze losy są nieznane.
Twórczość muzyczna Chylińskiego zachowała się w stanie szczątkowym. W bibliotece Zakładu Narodowego im. Ossolińskich we Wrocławiu zachował się jego druk Canones XVI. Iidem ad diversa rectis contrariisque motibus toti in tali et toti in qualibet parte (wyd. Antwerpia 1634), dedykowany późniejszemu wojewodzie bracławskiemu Piotrowi Potockiemu. Zawiera on 16 kanonów opartych na tematach Da pacem Domine in diebus nostris (kanony 1–8) i Pax tibi Polonia felicissima bello (kanony 9–16). Kompozycje te są świadectwem biegłego opanowania przez Chylińskiego sztuki kontrapunktu.